# Franck André Jamme
Pour les articles homonymes, voir Jamme.
Ne doit pas être confondu avec Frank James.
Franck André Jamme (né le 21 novembre 1947 et mort le 1er octobre 2020) est un poète et un spécialiste français des arts bruts, tantriques et tribaux de l'Inde contemporaine, maître d'œuvre de La Pléiade de René Char.

## Biographie
Franck André Jamme a publié depuis 1981 douze livres de poèmes et de fragments, ainsi que de nombreux tirages illustrés, par Monique Frydman, Marc Couturier, Olivier Debré, Richard Texier, Valérie-Catherine Richez, François Bouillon, James Brown, Suzan Frecon, Marcel Miracle, Acharya Vyakul, Titi Parant, Jaume Plensa, Virgile Novarina... 
Il est également traducteur, entre autres de Lokenath Bhattacharya et Udayan Vajpeyi.
Pour l'ensemble de son œuvre, il reçoit en 2005 le Grand prix de poésie de la SGDL (Société des gens de lettres) et en 2006, l’Académie française lui décerne le prix Sivet.
L'installation Forêt sensible de la compagnie des Souffleurs, commandos poétiques a été conçue à partir des textes de Franck André Jamme Nouveaux exercices et Au secret, ce dernier écrit spécialement pour la compagnie.
Six de ces titres ont été traduits (par John Ashbery, Norma Cole, David Kelley, etc.) et publiés aux États Unis et au Royaume Uni (chez Black Square Editions, Siglio Press , Wave Books, Sélavy Press, Sine Wave Peak et Nameless Press).